# Entre la jeunesse et la sagesse
| Recensione | Giudizio |
| ---------- | -------- |
| AllMusic   | [ 1 ]    |

Entre la jeunesse et la sagesse (in alcune pubblicazione reca il titolo di French Record) è un album discografico a nome di Kate & Anna McGarrigle, pubblicato (originariamente) dall'etichetta discografica canadese Kébec-disc Records nel maggio del 1980.

## Tracce
Lato A
1. Entre la jeunesse et la sagesse – 4:23 (Philippe Tatartcheff, Kate McGarrigle)
2. Complainte pour Ste-Catherine – 2:45 (Philippe Tatartcheff, Anna McGarrigle)
3. Mais quand tu dances – 3:40 (Philippe Tatartcheff, Anna McGarrigle)
4. Cheminant a la Ville – 2:10 (Philippe Tatartcheff, Kate McGarrigle)
5. Excursion a Venise – 4:20 (Philippe Tatartcheff, Anna McGarrigle)

Lato B
1. En filant ma quenouille – 1:55 (Tradizionale; arrangiamento di Kate e Anna McGarrigle)
2. La belle s'est etourdie – 3:22 (Kate McGarrigle, Anna McGarrigle)
3. Naufragee du tendre – 3:37 (Philippe Tatartcheff, Anna McGarrigle)
4. Avant la guerre – 3:58 (Philippe Tatartcheff, Anna McGarrigle)
5. A boire – 2:28 (Philippe Tatartcheff, Anna McGarrigle)
6. Prends ton manteau – 2:51 (Philippe Tatartcheff, Anna McGarrigle)

## Musicisti
Entre la jeunesse et la sagesse
- Kate McGarrigle e Anna McGarrigle - voci, armonie vocali
- Scot Lang - chitarra acustica
- Jane McGarrigle - organo
- Carlyle Miller - sassofono
- Roger Walls - tromba
- Gary Nagles - trombone
- Pat Donaldson - basso
- Jean-Paul Robichaud - batteria, congas, marimba

Complainte pour Ste-Catherine
- Anna - pianoforte, voce solista
- Kate McGarrigle - accordion
- Kate McGarrigle e Anna McGarrigle - armonie vocali
- David Spinozza - chitarra elettrica
- Andrew Gold - chitarra elettrica
- Greg Prestopino - chitarra elettrica
- Chaim Tannenbaum - armonica
- Joel Tepp - armonica
- Floyd Gilbeau - violino
- Jay Unger - violino
- George Bohannon - strumento a fiato
- Tony Levin - basso
- Stephen Gadd - batteria
- Densil Lang - percussioni

Mais quand tu dances
- Anna McGarrigle e Kate McGarrigle - voci
- Anna McGarrigle - pianoforte
- Kate McGarrigle - accordion
- Alun Davies - chitarra acustica
- Andrew Cowan - chitarra elettrica, tamburello
- Kenny Pearson - organo
- Pat Donaldson - basso
- Graham Chambers - batteria

Cheminant a la Ville
- Kate McGarrigle - voce, chitarra acustica, accordion
- Scot Lang - chitarra elettrica
- Pat Donaldson - basso
- Jerry Conway - batteria

Excursion a Venise
- Anna McGarrigle - voce, pianoforte
- Kate McGarrigle - banjo
- Kate McGarrigle e Jane McGarrigle - armonie vocali
- Peter Weldon - banjo
- Scot Lang - chitarra acustica
- Gilles Losier - violino
- Ken MacKenzie - cornamusa
- Pat Donaldson - basso
- Jean-Paul Robichaud - batteria, percussioni

En filant ma quenouille
- Kate McGarrigle - banjo, voci
- Anna McGarrigle - accordion, voci
- Peter Weldon - banjo
- Gilles Losier - violino
- Chaim Tannenbaum - armonica, voci
- Dane Lanken - voci

La belle s'est etourdie
- Kate McGarrigle - voce, pianoforte, armonie vocali
- Anna McGarrigle - accordion, armonie vocali
- Jorn Reissner - chitarra elettrica, chitarra slide
- Scot Lang - chitarra ritmica
- Kenny Pearson - organo
- Chaim Tannenbaum - armonica, armonie vocali
- Pat Donaldson - basso, armonie vocali
- Jean-Paul Robichaud - batteria

Naufragee du tendre
- Kate McGarrigle - pianoforte, voce, armonie vocali
- Anna McGarrigle - armonie vocali
- Scot Lang - chitarra elettrica, chitarra acustica
- Pat Donaldson - basso
- Jean-Paul Robichaud - batteria, congas, percussioni

Avant la guerre
- Anna McGarrigle - pianoforte, voce, accordion
- Andrew Cowan - chitarra elettrica
- Alun Davies - chitarra acustica
- Chaim Tannenbaum - mandolino
- Kenny Pearson - pianoforte elettrico
- Pat Donaldson - basso
- Jerry Conway - batteria, congas

A boire
- Anna McGarrigle - pianoforte, voce
- Kate McGarrigle - organo, voce
- Andrew Cowan - mandolino

Prends ton manteau
- Anna McGarrigle - pianoforte, voce, armonie vocali
- Kate McGarrigle - accordion, armonie vocali
- Scot Lang - chitarra elettrica
- Chaim Tannenbaum - mandolino, armonica, armonie vocali
- Kenny Pearson - organo
- Freebo - basso
- Gary More - batteria
- George Devens - percussioni
- Dane Lanken - armonie vocali

Note aggiuntive
- Kate McGarrigle e Anna McGarrigle - produttori (eccetto brani: Complainte pour Ste-Catherine e Prends ton manteau)
- Joe Boyd e Greg Prestopino - produttori (solo brano: Complainte pour Ste-Catherine)
- David Nichtern - produttore (solo brano: Prends ton manteau)
- Jane McGarrigle - produttore esecutivo
- Registrazioni effettuate nel 1980 presso lo Studio Six di Montréal (Canada) (eccetto brani: Complainte pour Ste-Catherine,Mais quand tu dances, Cheminant a la Ville, Avant la guerre e Prends ton manteau)
- Complainte pour Ste-Catherine, registrato nel 1975 al A&R Studios di New York City, New York
- Mais quand tu dances, Cheminant a la Ville, Avant la guerre, registrate nel 1979, Studio Morin Heights, Morin Heights, Québec, Canada
- Prends ton manteau, registrato nel 1978 al Automated Sound Studios di New York City, New York
- Chuck Gray - ingegnere delle registrazioni
- Randy Saharuni - fotografie
- M&Co. New York - design album[4]